# Мужская сборная Португалии по волейболу
Мужская сборная команда Португалии по волейболу  — команда, представляющая Португалию на международных соревнованиях по волейболу. Управляется Португальской федерации волейбола.  В рейтинге Международной федерации волейбола занимает 31-е место.

## Выступления наЧемпионатах мира
| Год  | Позиция | Турнир                           | Место проведения |
| ---- | ------- | -------------------------------- | ---------------- |
| 1956 | 15      | Чемпионат мира по волейболу 1956 | Франция          |
| 2002 | 8       | Чемпионат мира по волейболу 2002 | Аргентина        |

## Выступления наЧемпионатах Европы
| Год  | Позиция | Турнир                             | Место проведения                                   |
| ---- | ------- | ---------------------------------- | -------------------------------------------------- |
| 1948 | 4       | Чемпионат Европы по волейболу 1948 | Рим, Италия                                        |
| 1951 | 7       | Чемпионат Европы по волейболу 1951 | Париж, Франция                                     |
| 2005 | 10      | Чемпионат Европы по волейболу 2005 | Рим, Белград, Италия, Сербия и Черногория          |
| 2011 | 14      | Чемпионат Европы по волейболу 2011 | Вена, Инсбрук, Прага, Карловы Вары, Австрия, Чехия |

## Выступления вМировой лиге
| Год  | Позиция | Турнир            |
| ---- | ------- | ----------------- |
| 1999 | 12      | Мировая лига 1999 |
| 2001 | 13      | Мировая лига 2001 |
| 2002 | 13      | Мировая лига 2002 |
| 2003 | 13      | Мировая лига 2003 |
| 2004 | 12      | Мировая лига 2004 |
| 2005 | 5       | Мировая лига 2005 |
| 2006 | 13      | Мировая лига 2006 |
| 2011 | 14      | Мировая лига 2011 |
| 2012 | 16      | Мировая лига 2012 |
| 2013 | 17      | Мировая лига 2013 |
| 2014 | 13      | Мировая лига 2014 |
| 2015 | 18      | Мировая лига 2015 |
| 2016 | 14      | Мировая лига 2016 |
| 2017 | 22      | Мировая лига 2017 |